# がん予防研究
がん予防研究（がんよぼうけんきゅう、The Cancer Prevention Study、CPSと略されることが多い）は、米国対がん協会が米国で実施した一連のコホート研究の名称である。

## がん予防研究-I
CPS-Iとして知られる最初のがん予防研究は、1959年10月から1960年2月にかけて被験者を募集した。この研究には、100万人以上の男女が参加した。参加者は1972年まで追跡調査された。
この研究により、研究期間中の女性の肺がん死亡率の増加は、喫煙女性のみに起こったことが明らかになった。この研究は喫煙と肺がんの関連性に関して、「国の政策や国民の意識を変えるための重要な指針」となったと評価された

## がん予防研究-II
2回目のがん予防研究、がん予防研究-IIまたはCPS-IIには、77,000人の米国がん協会のボランティアによって募集された約120万人のアメリカ人男女が参加した将来性のある研究である。
この研究は1982年にローレンス・ガーフィンケルの指導のもとで始まった。この研究で検討された対象には、肥満や食事などのがんリスク因子として推定されるものが含まれている。

## がん予防研究-3
CPS-3として知られる第3回がん予防研究は、2006年に登録が開始され、2013年12月に募集を完了した。この研究には304,000人以上の参加者が含まれている。